# 12-es busz (Pécs)
A pécsi 12-es jelzésű autóbusz Meszes déli csücskében található Budai Állomás és István-akna között közlekedik. Főként az István-aknai lakótelep lakói használják, ez a járat biztosítja a leggyorsabb összeköttetést a várossal. Reggel egy járat 60-as jelzéssel indul, mely a Budai Állomástól továbbközlekedik a Kertvárosig.
Reggelente indult egy 115-ös gyorsjárat is, ami egyben iskolajárat is volt, csak iskola előadási napokon közlekedett közvetlenül a belvárosig. István-aknára eljutási lehetőség van még a 15-ös járattal is.

## Története
István-akna a városnak azon részén terül el, ahol a bányászás folyt. Igen korán, 1956-ban járat közlekedett már ide, illetve a Béke-aknához a Zsolnay-gyártól. 1960-tól rengeteg betétjárat közlekedett a bányászterületeket összekapcsolva.
- 12A: István-akna–Mázsaház
- 12B: István-akna–Somogy
- 12C: István-akna–Szabolcsfalu
- 12D: István-akna – Budai vám
- 12E: István-akna–Fehérhegy
- 12F: István-akna – Hősök tere

1969. október 1-jén, a Budai Állomás átadásával a járat végállomása ide kerül. Az 1970-es évektől már Újmecsekaljáról is indítottak járatokat M12-es jelzéssel, majd később, mikor kiépült a Lvov-kertvárosi városrész, onnan is közlekedtek járatok István-aknára M12X és M12Y jelzéssel. 
Az 1987-es átszámozás után a 80-as járt Petőfi-aknáig, a 80A a Tűzoltószertárig, a 80B a Mázsaházig, M82-es jelzéssel érkeztek a járatok Újmecsekaljáról, M83-as és M84-es jelzéssel pedig a Nevelési Központtól. A Főpályaudvarról az MTA-székház és a Széchenyi-akna érintésével az M85-ös járat is közlekedett.
A '90-es évek során több ütemben összevonták, majd megszüntették ezeket a járatokat a bányák bezárása miatt.

## Útvonala
| Budai Állomás → István-akna                                                                             | István-akna → Budai Állomás                                                                             |
| --- | --- |
| Budai Állomás – Schroll József utca – Komlói út – Árpádtető – Béta-aknai út – István-akna – István-akna | István-akna – István-akna – Béta-aknai út – Árpádtető – Komlói út – Schroll József utca – Budai Állomás |

## Megállóhelyei
| 12 (Budai Állomás – István-akna) |                          |          | |                        |
| Perc (↓)                         | Megállóhely              | Perc (↑) | Megállóhelyet érintő járatok | Létesítmények          |
| 0                                | Budai Állomás végállomás | 16       | 2, 2A, 2E, 4, 4Y, 12, 13, 13E, 13Y, 14, 14Y, 15, 15A, 16, 25, 26, 26A, 30Y, 60, 60A, 60Y, 102, 102Y, 104, 104A, 104E, 104Y · Helyközi autóbuszok | Autóbusz-állomás       |
| 1                                | Budai vám                | 15       | 2, 2A, 2E, 4, 12, 60, 60A · Helyközi autóbuszok                                                                                                  |                        |
| 2                                | Meszesi iskola           | 14       | 2, 2A, 2E, 4, 12, 60, 60A | Budai Városkapu Iskola |
| 3                                | Kőrös utca               | 13       | 2, 2A, 2E, 4, 12, 60, 60A |                        |
| 4                                | Meszes                   | 12       | 2, 2A, 2E, 4, 12, 60, 60A |                        |
| 5                                | Fehérhegy                | 11       | 2, 2A, 2E, 4, 12, 60, 60A · Helyközi autóbuszok                                                                                                  |                        |
| 6                                | Bánomi út                | 10       | 2A, 4, 12, 60A · Helyközi autóbuszok |                        |
| 7                                | Ibolya utca              | 9        | 2A, 4, 12, 60A |                        |
| 9                                | Hősök tere               | 8        | 2A, 4, 12, 60A · Helyközi autóbuszok |                        |
| 11                               | Árpádtetői elágazás      | 7        | 4, 12, 60A |                        |
| 13                               | Béta-aknai út            | 5        | 4, 12, 60A |                        |
| 15                               | István III. akna         | 3        | 4, 12, 60A |                        |
| 16                               | István-akna II.          | 2        | 4, 12, 15, 26, 60A, 82, 104 |                        |
| 17                               | István-akna I.           | 1        | 4, 12, 15, 26, 60A, 82, 104 |                        |
| 18                               | István-akna végállomás   | 0        | 4, 12, 15, 26, 60A, 82, 104 |                        |